# Леоне да Модена
Иегуда Арье Ми-Модена (ивр. יהודה אריה ממודנה‎), более известный как Леоне да Модена (итал. Leone da Modena) или Леон из Модены (род. 23 апреля 1571, Венеция; ум. 21 марта 1648 (по другим сведениям — 23 марта 1649), Венеция), — венецианский еврейский учёный и раввин, поэт, учитель и проповедник.

## Биография
Леоне да Модена родился в богатой еврейской семье. Согласно семейной традиции его предки по мужской линии после изгнания евреев из Франции переехали в Италию, поселившись сперва в Витербо, а затем — в Модене. Его дед переехал из Модены в Болонью; его отец был в 1569 г. вместе со всеми другими евреями города изгнан из Болоньи и переехал в Феррару, а после землетрясения 1570 года семья переехала в Венецию, где и родился Леоне.
Уже в раннем детстве Леоне демонстрировал талант к учению, читая Тору в местной синагогe ещё не достигнув 3-летнего возраста. Получил всеобъемлющее светское образование у частных учителей. В 1581—1582 годах был в обучении у Шмуэля Аркевольти в Падуе. В 1593 году, благодаря высокой учёности и духовной одарённости, стал венецианским раввином (по другим сведениям — в 1609 либо в 1612 годах), и оставался им вплоть до своей смерти. Пользовался большим авторитетом в толковании и решении религиозно-юридических вопросов как венецианской, так и других еврейских общин Италии. Занимался также литературной и переводческой деятельностью.
Л. да Модена перевёл на древнееврейский язык поэму Ариосто «Неистовый Роланд», был автором художественной автобиографии и многочисленных научных сочинений по различной тематике, комментариев к Священному Писанию, псалмов и пр. Благодаря дару проповедника и большому количеству сочинений духовного порядка, Л. да Модена был популярен как среди иудеев, так и христиан. В то же время в связи с тяжёлым материальным положением своей семьи учёный был вынужден заниматься самыми различными работами (в автобиографии он их перечислил, общим числом в 26 — толмача, переписчика, книготорговца, корректора, музыканта, даже свахи и изготовителя амулетов). Был азартным игроком, из-за чего неоднократно был на грани разорения. В связи с этим написал трактат об азартных играх sur me ra («Держись подальше от Зла»), в которой он рассматривал как положительные, так и отрицательные стороны Игры.
Учёный писал свои труды как на древнееврейском, так и на итальянском языках. В них ощущается его двойственность мышления, открытого новым веяниям эпохи позднего Возрождения с одной, и верного иудейскому религиозному традиционализму — с другой. Так, Леоне да Модена критиковал работы Уриеля д’Акоста в qol sakal, согласно которой последний осмелился подвергнуть сомнению рациональность некоторых религиозных норм. Л. да Модена является также автором направленного против христианства сочинения magen wa chereb (написано было 5 частей из запланированных 9), в котором Л. да Модена критически высказался о смертном грехе, Троице, инкарнации, непорочном зачатии, пришествии Мессии и пр. По заказу английского посла в Венеции он написал также книгу об обычаях и традициях евреев Historia de' riti Ebraici (вышла в Париже в 1635 году). В работе ari nohem («Лев Рыкающий») автор занимался научной критикой каббалы. В 1605 году он как раввин выпустил эдикт о разрешении в синагогах многоголосой хоровой музыки и пения.
В июле 1590 года Леоне да Модена вступил в брак с Ребеккой Леви, и у них родились четверо сыновей и трое дочерей. В 1617 году, во время проведения алхимического эксперимента, погиб его любимый сын Мордехай; другой его сын уехал в Грецию и там пропал. Вследствие этих несчастий жена Леоне сошла с ума и затем скончалась. Это всё очень тяжело подействовало на учёного, который стал вести весьма суровый образ жизни, что и отразил в автобиографии chajje Jehuda, где с откровенностью, не свойственной Средневековью, описал свою полную трагизма жизнь — любовь к рано умершей невесте, несчастливый брак с её сестрой, одержимую зависимость от азартных игр и перечисление крупных проигрышей, бесконечную смену профессий и др.; но, в то же время — и достигнутые успехи. Заканчивается «Автобиография» завещанием Л. да Модена с подробной регламентацией его похорон.
Леоне да Модена считается одной из наиболее сложных и загадочных фигур в истории итальянского еврейства.

## Сочинения/Издания (избранное)
- eldad u medad, диалог о вреде и пользе игры в карты, издано в 1595 (переводилось на лат, нем., фр. и итал. языки)
- qinah schemo («Поминальная песнь»), 1584 (элегия на смерть воспитателя, Моше бен Беньямина Басола).
- magen we tzinnah («Щит и пика») (против сочинений Уриеля д’Акосты)
- qol sakal («Голос врат»), направлен против религиозной косности
- scha’agat arjeh («Лев Рыкающий»), апология раввинской традиции и слабая попытка отказаться от идей предыдущей работы
- sod jescharim («Тайна праведных»), Венеция 1595 (собрание научных парадоксов и загадок). Переиздания: Верона 1647, Амстердам 1649, Франкфурт-на-Майне 1702
- sur me ra', Венеция 1595 f. («Избегай Зла», о последствиях пристрастия к карточным играм)
- zemach zaddiq («Росток праведного»), Венеция 1600, христианизированный иудейский трактат по этике
- midbar jehudah, Венеция 1602, избранные проповеди и доклады
- magen wa chereb («Щит и меч»), полемика с христианством, переиздано в Иерусалиме 1960,
- Хаггада, на древнееврейском и итал. языках (последнее — древнееврейскими буквами), Венеция 1609, 1663, 1693
- Galut Jehudah («Изгнание Иегуды»), др.-евр.-итал. словарь, Венеция 1612
- lev ha-arjeh («Сердце льва»), Венеция 1612 (трактат по мнемотехнике)
- ben dawid (об основах метемпсихоза, точнее — о его невозможности), впервые опубликован в ta’am sekenim, 1855
- chaje Jehuda («Жизнь Иегуды»), ок. 1618 (Автобиография)
- bet lechem jehudah, Венеция 1624 f. (толковый словарь к собранию выражений из Талмуда 'En Ja’acov); Прага 1705
- bet jehudah («Дои Иегуды»), Венеция 1628 (дополнения к bet lechem jehudah); Краков 1643, Верона 1643, Прага 1668
- ziqne jehudah («Предки Иегуды»),
- Historia dei Riti ebraici ed observanza degli Hebrei di questi tempi, Париж 1635, Венеция 1638. Перевод на фр., англ., лат., нид. языки. Перевод на др.-евр. в Вене 1867.
- ari nohem («Лев Рыкающий»), окончено в 1638, впервые напечатано: Лейпциг 1840;
- Pi Arjeh («Пасть льва»), малый раввино-итальянский словарь (Падуя 1640, Венеция 1648)
- Jom se jehi mischkal kol chatosai (молитва на Йом-Кипур)
- ma’adanne melech (книга по теории игры в шахматы)
- Письма Лео да Модена, изд. Людвига Блау, Будапешт 1905—1906 (Ежегодные сообщения Венгерской школы раввинов, № 28 и 29)
- Chajje Jehuda, Автобиография, изд. A. Кагана, Киев 1912.